# Cyrtandra decurrens
Cyrtandra decurrens là một loài thực vật có hoa trong họ Tai voi. Loài này được de Vriese mô tả khoa học đầu tiên năm 1856.